# Gerechtshof (België)
In België wordt de term gerechtshof gebruikt, zowel voor het gebouw waarin een rechtbank zetelt (gerechtsgebouw), als voor de rechtbank zelf. Strikt genomen zou de term echter alleen mogen slaan op die rechtbanken die met "hof" worden aangeduid, zoals het hof van beroep, het arbeidshof en dergelijke.